# Гондова яма
Гондова яма (словац. Gondova jama) — річка; ліва притока Слатини, протікає в окрузі Детва.
Довжина приблизно 7,6 км. Витік знаходиться в масиві Вепорські гори (геоморфологічна підодиниця Сільянська планина; біля перевалу Товстий явір) — на висоті приблизно 835 метрів.
Протікає територією села Детвіанська Гута і міста Гріньова. Впадає у Слатину на висоті приблизно 460-465 метрів.